# Leisure Suit Larry Goes Looking for Love (in Several Wrong Places)
Leisure Suit Larry Goes Looking for Love (in Several Wrong Places) är ett äventyrsspel av Sierra On-Line från 1988. Spelet är den andra delen i en serie kallad Leisure Suit Larry. Spelet bygger på spelmotorn Sierra's Creative Interpreter (SCI) och använder sig av EGA.

## Handling
Spelet börjar med att Larry Laffer är hemma hos Eve, den kvinna han träffade i slutet av det första spelet. Han tror att han får bo hos henne, men efter att hon har avvisat honom, tvingas Larry återuppta sitt sökande efter sin drömkvinna. Genom en hel del tur lyckas han vinna ett lotteri och en Blind Date-tävling på samma dag. Han vinner en kryssning men under sina förberedelser kommer han över en mikrofilm. Han förföljs sedan av både KGB-agenter och den onda vetenskapsmannen Dr. Nonookee, som är ute efter filmen.

## Mottagande
Compute! uppgav att spelet var "en fantastisk uppföljare till ett av de bästa äventyrsspelen som någonsin skrivits". Datormagazin ansåg att Amigaversionen var långsam och hade PC-grafik, men att man samtidigt inte kunde undgås att fångas av spelets charm och att det var ett väl genomfört spel som var roligt att spela, och gav spelet 8/10 i betyg.